# 植物圖鑑
《植物圖鑑》（日語：植物図鑑）為日本作家有川浩創作的戀愛小説。原作2008年6月至2009年4月於角川書店的小説連載網站「小説屋 sari-sari」連載，小說2009年6月由角川書店發行。2013年1月由幻冬舎發行文庫版。本作榮獲讀者與書店店員票選的「大家的幻冬舎文庫（書店篇）」第1名及「第1屆部落格大獎」小説部門大獎，2015年7月累計共銷售80萬本。漫畫版由堤翔作畫，全3冊。2016年由松竹電影公司改編為電影。

## 故事概要
從事房仲業的河野彩香，獨居，每天就只是在公司與家之間移動，過著單調無趣的生活。某天因為客戶声称其未到约定地點會面而改与競爭對手合作，被上司不由分说地加以训斥，心情低落。当天晚間，自便利商店購物回來的她，看到一個年轻男子倒在路邊。男子名叫日下部樹，表示自己饥饿难耐、無家可歸，希望彩香能收留自己半年的时间，彩香同意，二人遂開始同居。彩香白天上班，喜爱各种野生植物的樹夜间在便利店打工并负责二人的餐食及其他主要家务，逐渐地二人发展成恋人关系。半年的時間临近，树送给彩香一本植物图鉴作为生日礼物。之后的某一天，树留下一张便笺、几张照片及一本菜谱后不辞而别，彩香非常伤心，而生活又恢复了以往的平淡乏味。一年後，彩香收到树寄来的一本由其摄影的植物图鉴。彩香通过搜索得知植物图鉴的出版纪念聚会并立即赶赴。原来，树是著名花道师的儿子却并不想子承父业……

## 書籍情報
- 單行本（角川書店，2009年7月1日，ISBN 9784048739481）
- 文庫本（幻冬舎文庫，2013年1月11日，ISBN 9784344419681）

## 漫畫情報
堤翔、有川浩（原作）《植物圖鑑》 白泉社〈花與百合漫畫系列〉，全3冊
- 2014年7月18日發行，ISBN 9784592217602
- 2015年11月20日發行，ISBN 9784592217619
- 2016年5月20日發行，ISBN 9784592217626

## 電影
改編電影《植物圖鑑 撿到命中注定的愛情》由三木康一郎執導，岩田剛典、高畑充希主演，2016年6月4日於日本上映。

### 登場人物
- 日下部樹：岩田剛典 （EXILE／第三代J Soul Brothers）
- 河野彩香：高畑充希
- 竹澤陽平：阿部丈二
- 野上百合惠：今井華[1]
- 玉井千秋：谷澤惠里香
- 警官：相島一之
- 來店顧客：酒井敏也
- 參觀顧客：木下隆行
- 山崎誠：鄧肯
- 登來柳明：大和田伸也
- 河野典子：宮崎美子

### 製作團隊
- 導演：三木康一郎
- 劇本：渡邊千穗
- 製作人：石塚慶生、石田聡子
- 企劃、製作：井上龍太
- 音樂：羽毛田丈史
- 主題歌：Flower「やさしさで溢れるよう」（溫柔滿溢）[2]
- 發行：松竹
- 製作：松竹、Horipro、LDH、幻冬舎、木下集團、波麗佳音、 Lawson HMV Entertainment

## 外部連結
- 電影《植物圖鑑 撿到命中注定的愛情》官方網站 （页面存档备份，存于）
- 電影《植物圖鑑 撿到命中注定的愛情》的X（前Twitter）